# Odensholm
Odensholm (estniska: Osmussaar, tyska: Odinsholm, estlandssvenskt uttal: o:tshålm) är en ö i Östersjön utanför Estlands nordvästkust. Den ligger i Lääne-Nigula kommun i landskapet Läänemaa, 80 km väster om huvudstaden Tallinn. Ön tillhörde Nuckö kommun 1992-2017. 

## Geografi
Odensholm ligger isolerat och långt ut i havet, 8 kilometer från Spithamnsudden på estländska fastlandet. Arean är 4,87 kvadratkilometer och ön är knappt 5 kilometer lång och 1½ kilometer bred. Ursprungligen var ön uppdelad i tre delar som förenats genom landhöjningen. Odensholms nordöstra strand är brant med höjder upp till 6,5 meter. Den sydvästra stranden är mer låglänt. I norr står fyren och i den södra viken, Storhamne, ligger öns hamn varifrån färjor till Derhamn på fastlandet utgår. Det finns flera insjöar på ön, till exempel Inahamne, Kappelkärre och Lihlhamne. Ön är statligt naturreservat sedan 1996, med fasta läger- och eldplatser för besökare.

## Historia
Odensholm ligger i det område som traditionellt har varit bebott av estlandssvenskar och såväl det svenska som det estniska önamnet anges på officiella estländska kartor. Den svenska befolkningen på ön omnämns för första gången omkring 1250, men har sannolikt bosatt sig på ön långt tidigare. Folkmängden låg länge kring 70 personer, för att vid mitten av 1930-talet öka till 125 personer, varav 119 var estlandssvenskar. De svenska familjerna hette Brus, Greis, Nibondas, Marks, Erkas, Nigårds och Stavas. Man försörjde sig på fiske och säljakt, visst jordbruk bedrevs och i äldre tider levde man som på många andra platser av vrakplundring. Skatt betalades till godset Nyhovet vid Hapsal. Den 12 juni 1940 tvingades öborna lämna ön efter att Sovjetunionens krigsmakt beslutat att befästa ön. Idag finns endast en bofast familj av blandad svensk-estnisk härkomst på ön.
På Odensholm fanns ett kapell i kalksten, samt en fyr sedan år 1765 och skola. "Jesu kapell" uppfördes 1765 och är numera ruin. Dess mått var en gång i tiden 12 meter gånger 7 meter, med ett 5 meter högt torn. Efter Estlands självständighet har en viss uppsnyggning av kyrkogården utförts, samt en enklare klockstapel upprests. Ett bevarandeprojekt för kapellruinen påbörjades 2007, i form av talkoarbete vilket samordnas av Odensholms byalag.
Den svenska författaren Albert Engström besökte ön sommaren 1905 tillsammans med konstnärerna Anders Zorn och Akseli Gallen-Kallela. De kom via Helsingfors med kuttern Mejt. Reseberättelsen med bilder publicerade Engström i Strix, nummer 33 och 34 för 1905 och senare år 1925 i "Mitt liv och leverne". I sin bok om Zorn från 1928 ägnar Engström ytterligare stort utrymme åt dessa sina upplevelser som gav ett stort intryck. Även Zorn var lyrisk över resan i Estlands svenskbygder och skrev att Odensholm var det "intressantaste vi sett och väl värt resan ensamt".

## Namn och etymologi
I förledet i Odensholm antas asaguden Oden ingå. Om så är fallet härrör namnet från hednisk tid och kan vara givet av sjöfarare. Öborna själva benämnde ön Backen [uttalas 'backan'] medan fastlandsborna sa Holmen.

## Galleri

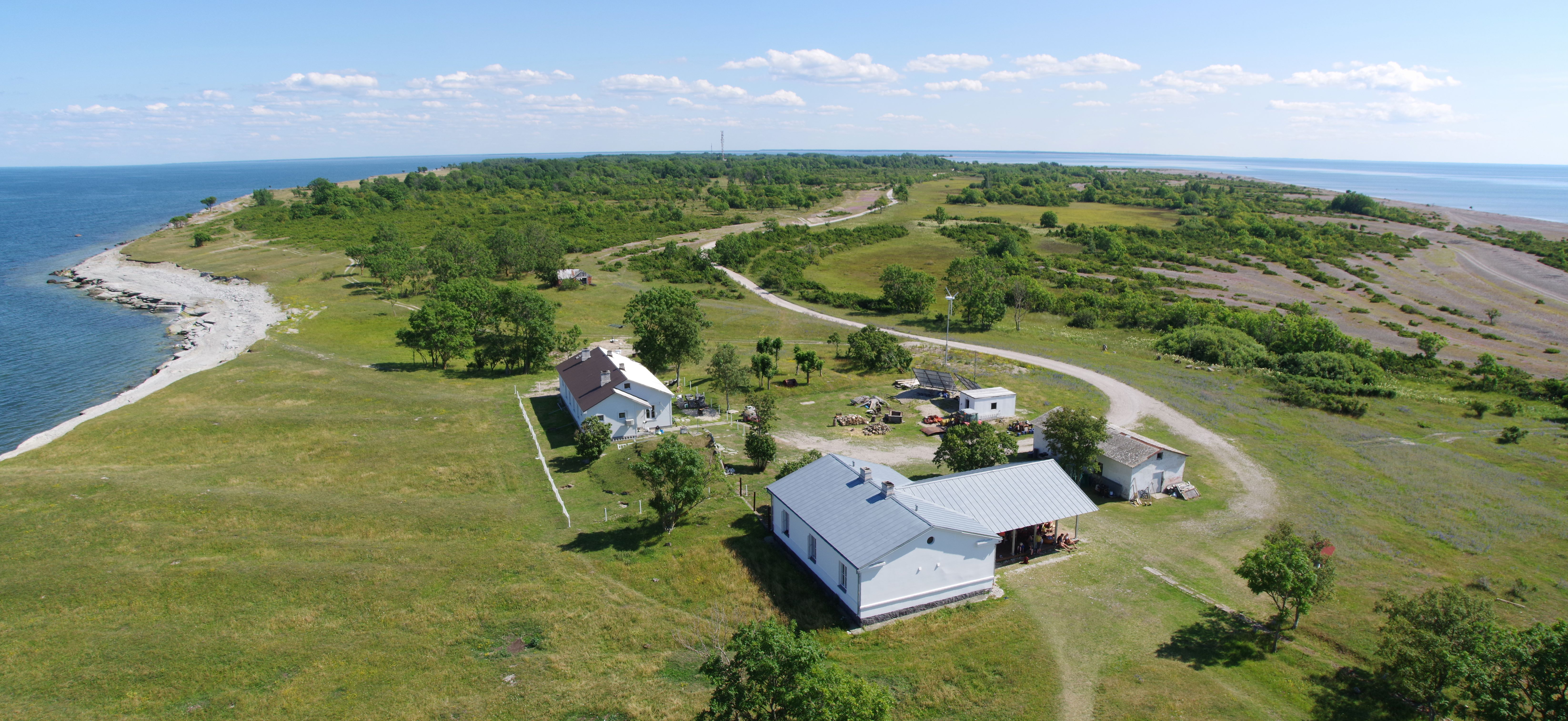
Odensholm, 2019
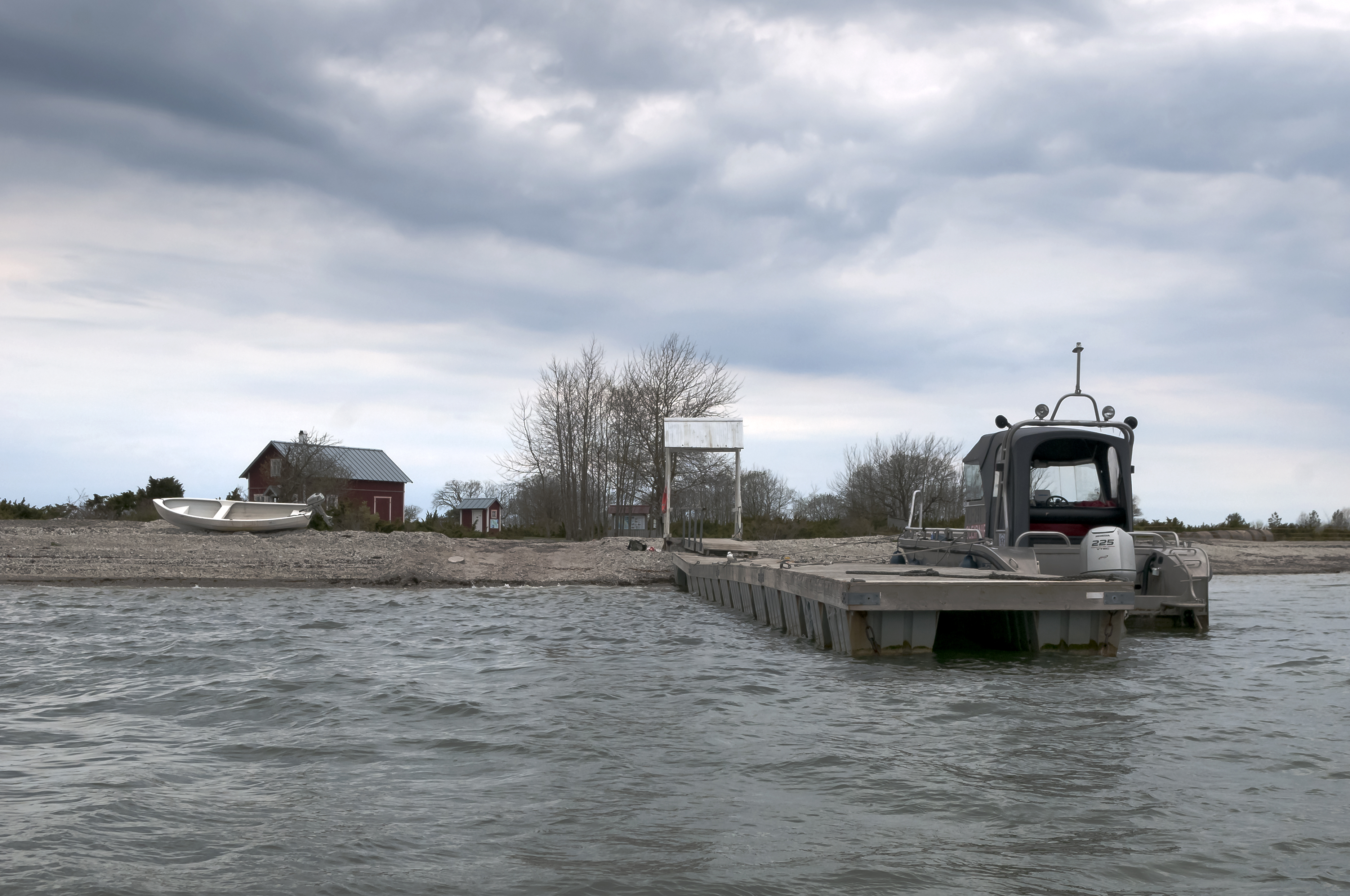
Odensholm, 2015
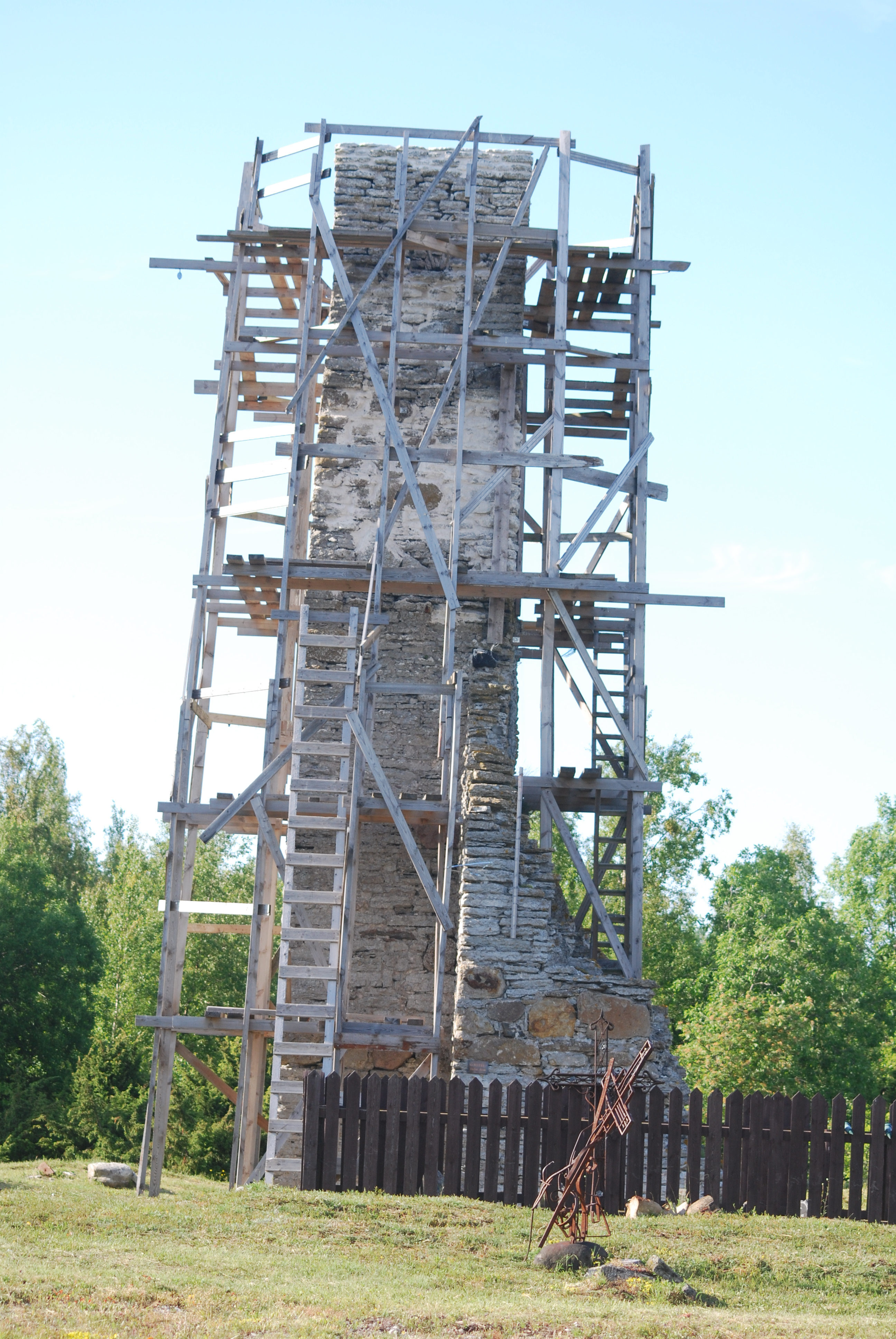
Bevarandet av Jesu kapell
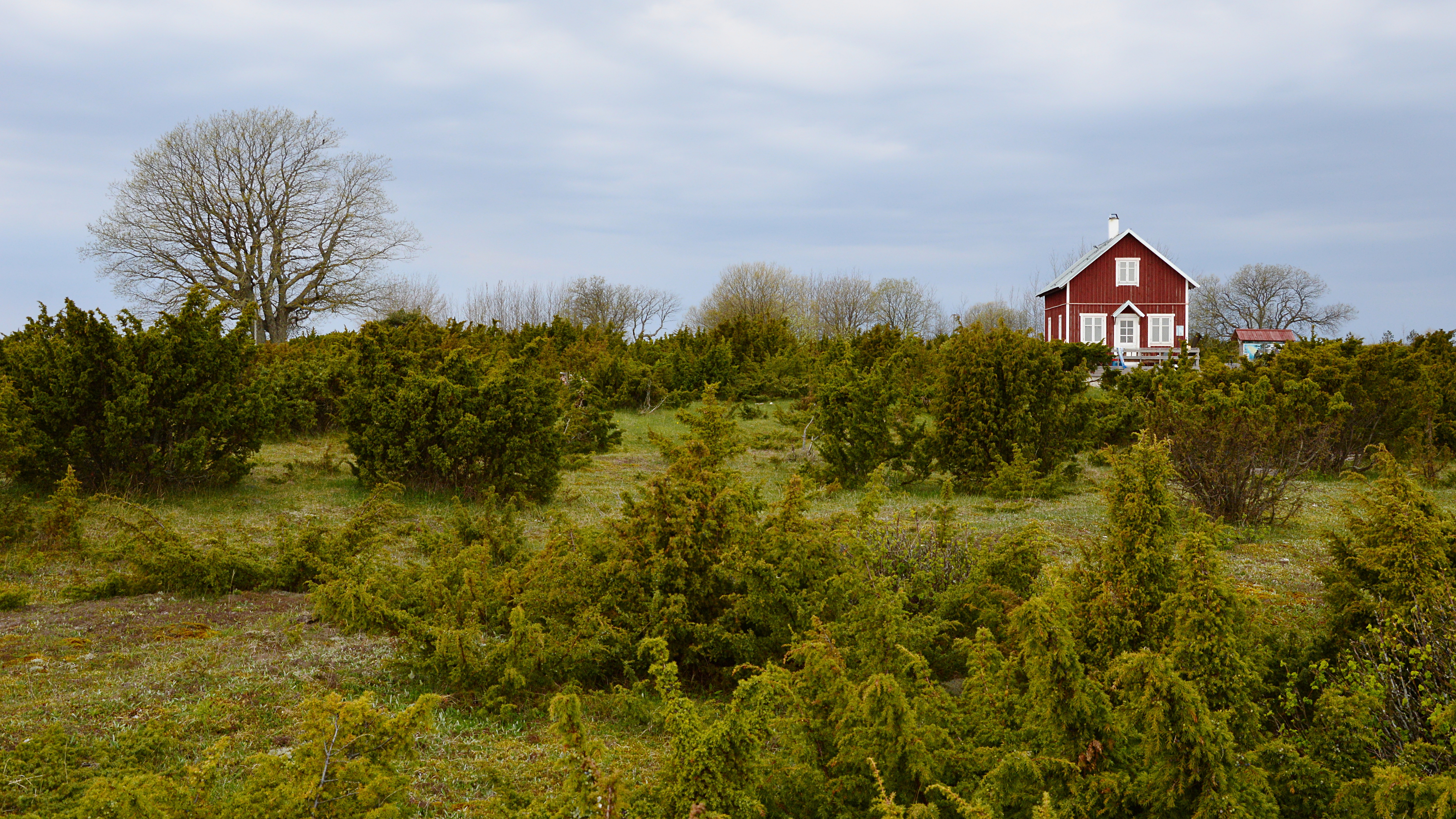
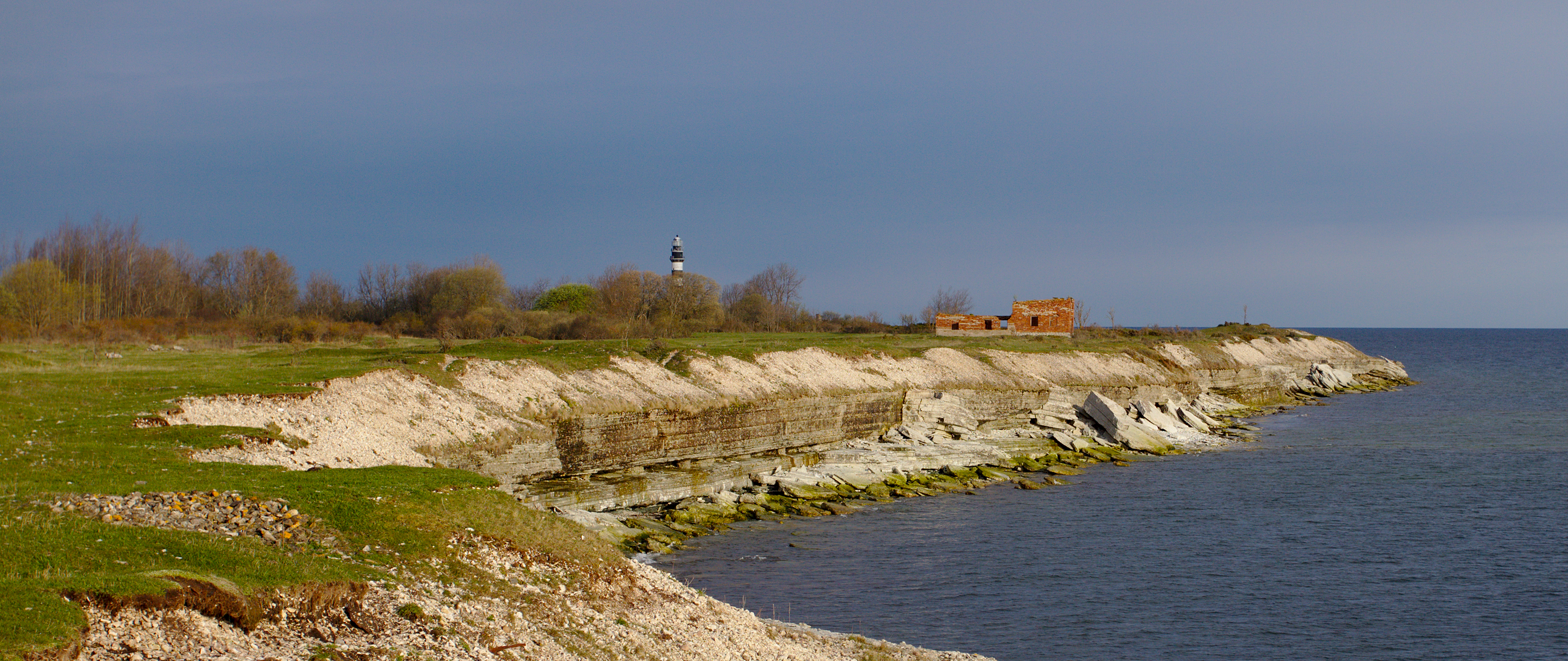
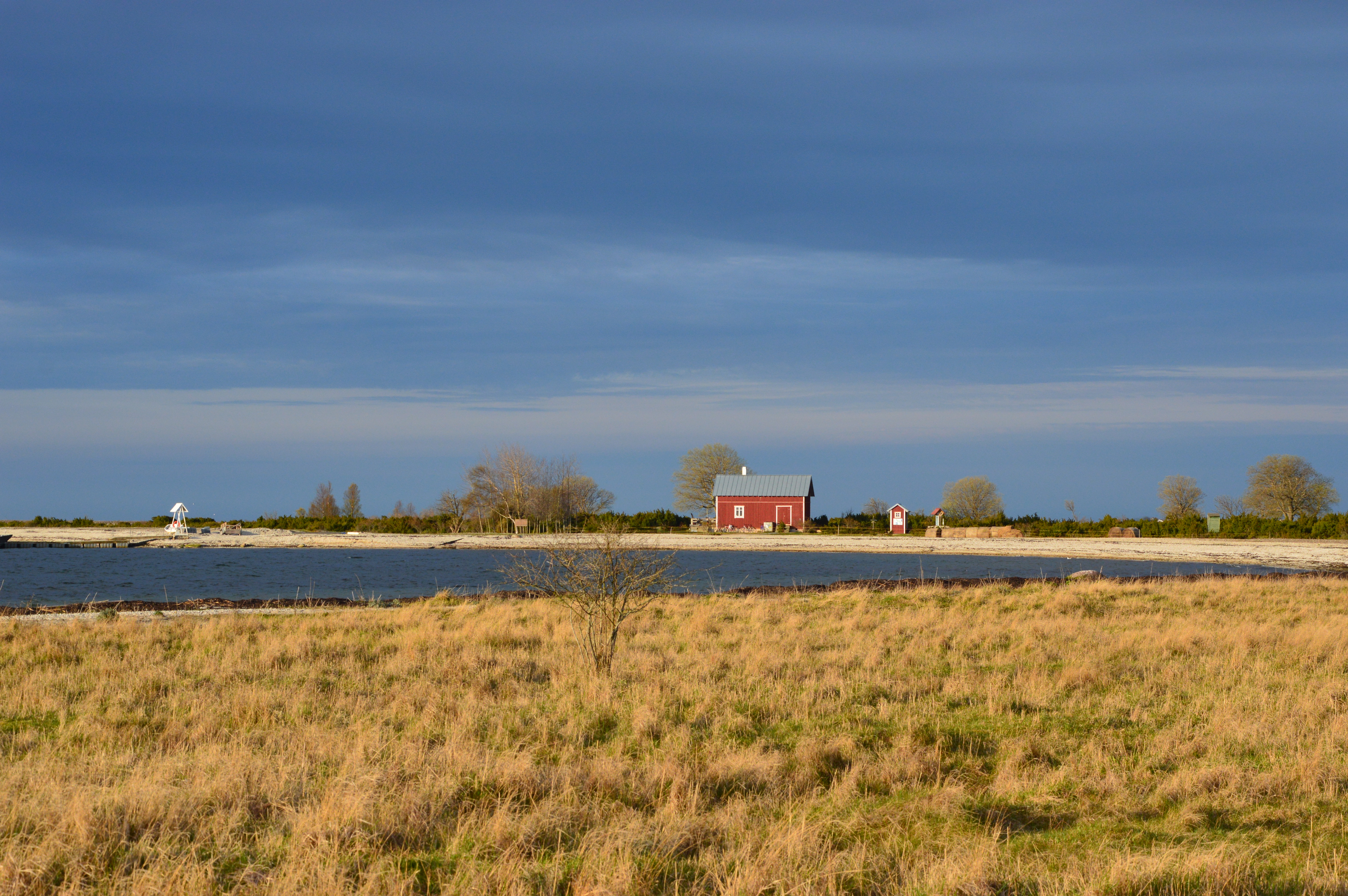
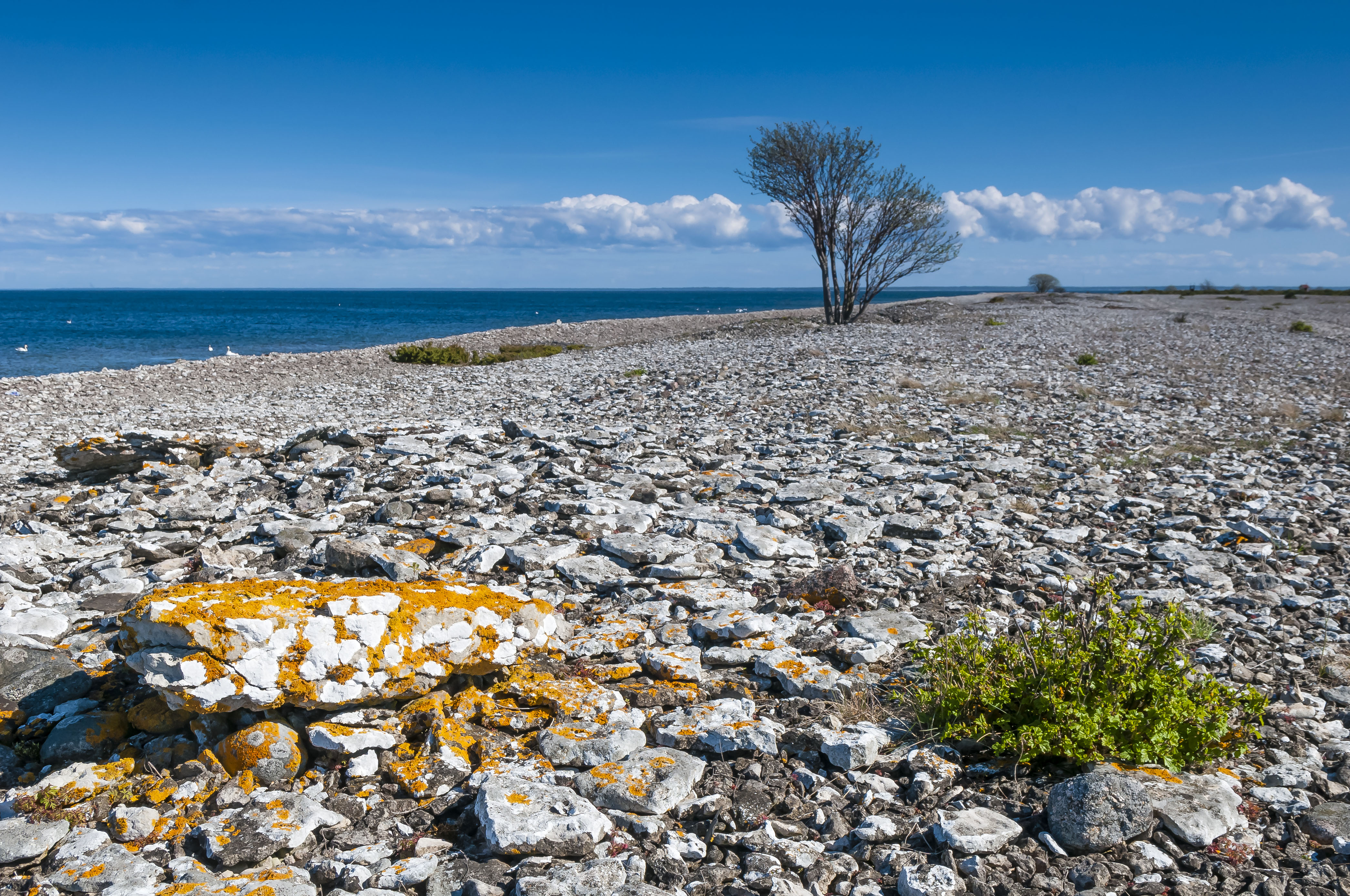
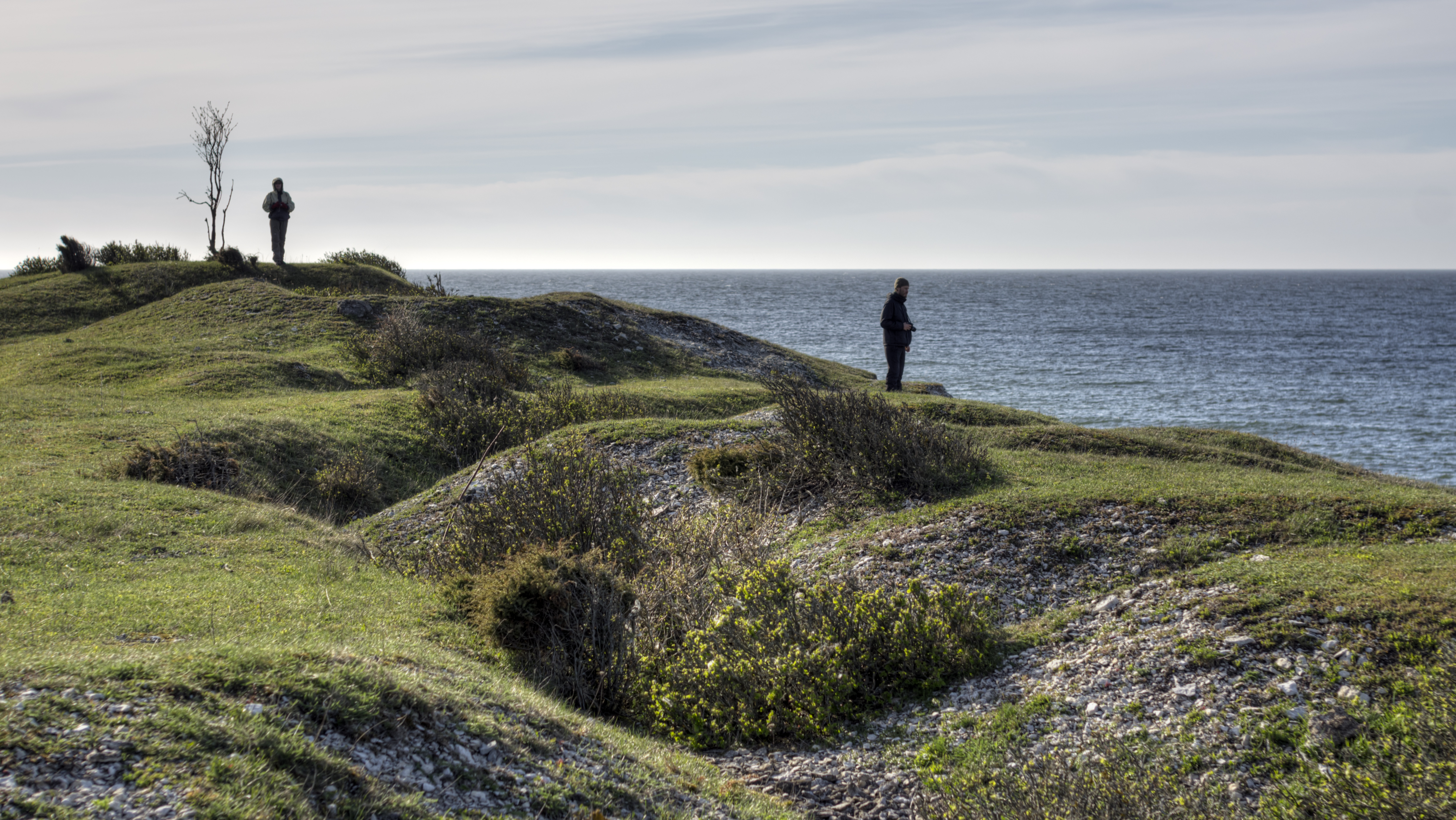
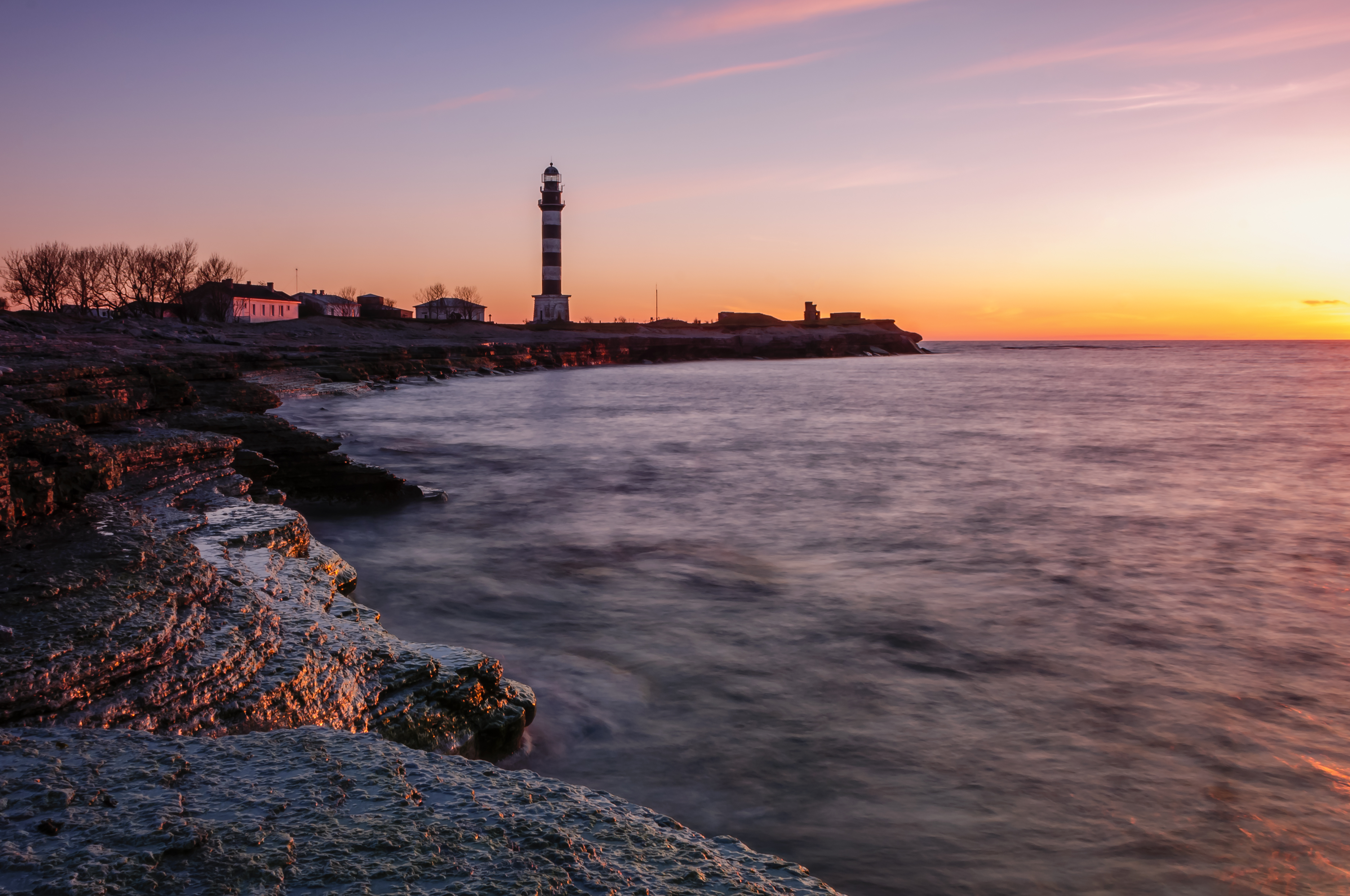
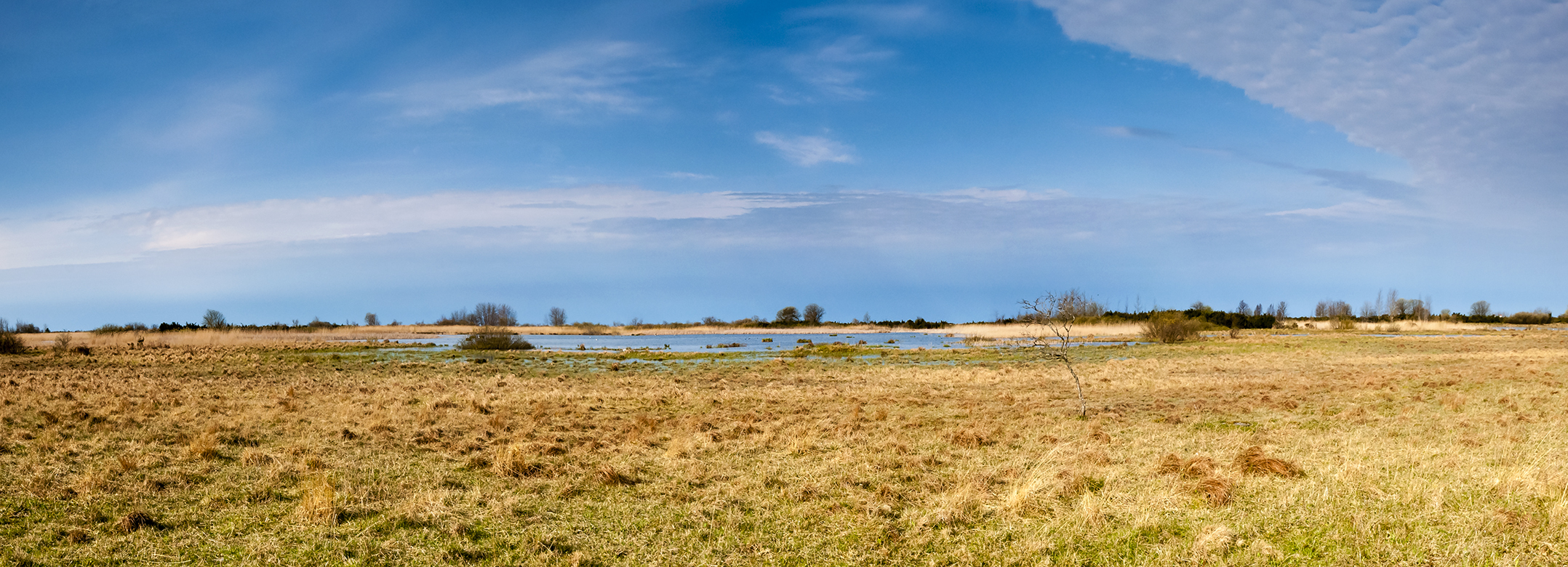